# Luke Adams (calciatore)
Luke Adams (Melbourne, 8 maggio 1994) è un calciatore australiano naturalizzato neozelandese, difensore del Langwarrin.

## Carriera

### Club
Ha giocato nel campionato australiano, inglese e neozelandese.

### Nazionale
Ha vinto la Coppa delle nazioni oceaniane nel 2016 con la propria nazionale.

## Palmarès
- Coppa d'Oceania: 1

Papua Nuova Guinea 2016